# Patricio Almonacid
Almonacid  González est un nom espagnol. Le premier nom de famille, en général paternel, est Almonacid ; le second, en général maternel, souvent omis, est González.
Patricio Almonacid González (né le 11 septembre 1979) est un coureur cycliste chilien. Il a notamment remporté le Tour du Chili en 2012.

## Palmarès et résultats

### Palmarès par année
- 2003
  - Vuelta de Chile Laboral
- 2004
  - 3e du championnat du Chili du contre-la-montre
- 2008
  - 3e du championnat du Chili sur route
- 2009
  - Vuelta de la Leche
  - 1re, 2e et 8e étapes du Tour de l'Amitié de Tahiti
  - 2e du championnat du Chili sur route
  - 3e du Tour de l'Amitié de Tahiti
- 2011
  - Vuelta de la Leche :
    - Classement général
    - 3e étape

  - 2e du championnat du Chili du contre-la-montre
  - 3e du championnat du Chili sur route
- 2012
  - Tour du Chili :
    - Classement général
    - 1re (contre-la-montre par équipes) et 4e étapes
- 2013
  - 3e étape de la Vuelta de la Leche
  - 5e étape du Tour de Mendoza
  - 3e de la Vuelta de la Leche
- 2014
  - 1re étape de la Vuelta de la Leche (contre-la-montre)
  - Tour de la Région du Maule :
    - Classement général
    - Prologue et 5e étape

  - 2e de la Vuelta de la Leche
  - 2e du Tour du Paraná
  - 3e du Tour de Mendoza
- 2015
  - 3e du championnat du Chili du contre-la-montre
- 2016
  - Vuelta de la Leche
  - 3e du championnat du Chili du contre-la-montre
- 2017
  - 3e du championnat du Chili sur route
  -  Médaillé de bronze du contre-la-montre des Jeux bolivariens

### Classements mondiaux
| Année            | 2005 | 2006 | 2007 | 2008 | 2009 | 2010 | 2011 | 2012 | 2013 | 2014 | 2015 | 2016 | 2017 |
| ---------------- | ---- | ---- | ---- | ---- | ---- | ---- | ---- | ---- | ---- | ---- | ---- | ---- | ---- |
| UCI America Tour | 366e |      | 296e |      | 116e |      | 369e | 38e  | 345e | 51e  | 284e | 96e  | 70e  |